# Rotirajuća brodska prevodnica Falkirk
Rotirajuća brodska prevodnica Falkirk nalazi se u Škotskoj (Velika Britanija), i povezuje plovnim putem Glasgow i Edinburgh. Ova vrlo interesantna brodska prevodnica, koja je završena 2002., postala je simbol suvremene Škotske. Slika ove atraktivne konstrukcije nalazi se i na škotskoj novčanici od 50 funti.

## Povijest
U srednjoj Škotskoj teren je takav da između pojedinih vodenih tokova postoji velika visinska razlika (do 24 metra), zbog čega je stoljećima bila nemoguća, ili vrlo otežana plovidba, a samim tim i dobra povezanost između dijelova zemlje. Nakon izgradnje kanala Forth i Clyde, koji je povezao Glasgow sa zapadnom obalom i kanala Union, koji je omogućio plovidbu između Falkirka i Edinburga, problem je privremeno riješen, da bi 1930-ih skoro potpuno prestao s radom. 
Nezadovoljavajuće za sve veći promet, započeta je gradnja rotirajuće brodske prevodnice Falkirk (engl. Falkirk Wheel). Visinska razlika je 24 metra, ali kanal Union je 11 metara viši, tako da je potrebno dodatno proći još jednu brodsku prevodnicu. Prilazni kanal se nije mogao postaviti više (na 35 metara), jer bi bio u sudaru s Antoninovim zidom, koji je upisan na UNESCO-ov popis mjesta svjetske baštine u Europi.
Rotirajuća brodska prevodnica Falkirk otvorena je 24. svibnja 2002., a otvaranju je nazočila i britanska kraljica Elizabeta II.

## Konstrukcija
Obrtnica je konstruirana kao poluga dužine 35 metara, s osovinom u sredini, odnosno kraci dužine oko 15 metara montirani su jedan nasuprot drugome na središnjoj osovini. Na krajevima poluga kružni su otvori u kojima su montirana korita kapaciteta 360 tona vode svaki, u koje ulazi brod, kako bi ga podizanjem ili spuštanjem prebacili u drugi viši ili niži kanal. Cijeli posao prebacivanja rotacijska prevodnica obavi za samo 15 minuta.
Korita za prihvat plovila uvijek teže isto, s i bez broda. Ovo je zato što je težina korita s vodom 600 tona, a brod koji uplovi istisne vode upravo koliko je težak, zbog Arhimedovog zakona uzgona. Ovo omogućava da su kraci poluge uvijek u ravnoteži, te unatoč velikoj masi, rotira za 180° za pet i po minuta koristeći veoma malo energije. Koriste se elektromotori snage svega 22,5 kW, koji potroše oko 1,5 kWh za četiri minute, što je vrlo mala količina potrošene energije.
Kotač se pokreće brzinom od 1/8 okretaja u minuti. Korita rotiraju istom brzinom, ali u suprotnome smjeru da bi se održala ravnoteža vode u njima i da se tovar s vodom i brodovima ne bi prevrnuo dok se kotač okreće.